# Hólon (filosofia)

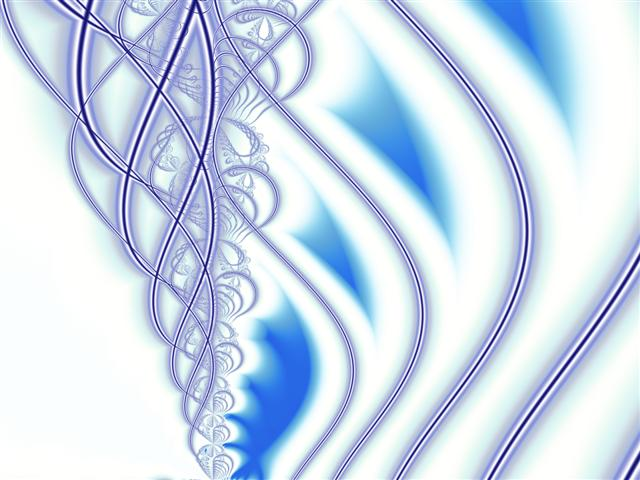
Um fractal se aproxima da ideia de hólon, pois é uma parte que representa um todo ao mesmo tempo. Sementes contêm árvores ou as árvores contêm sementes? Poderíamos dizer que ambos são verdadeiros, porque 'árvores e sementes' é um exemplo de hólon.

Um hólon (do em grego:  ὅλον, de em grego clássico: ὅλος, holos, 'todo' e em grego clássico: -ον , -on, 'parte') é algo que é, ao mesmo tempo, um todo em si mesmo, assim como uma parte de um todo maior, e esse todo maior pode ser entendido também como uma parte conteúda no primeiro tudo.Em outras palavras, os hólons podem ser entendidos como partes-todos constituintes de uma holoarquia. Exemplos disto podem ser a planta que contém a semente, a qual contém a planta; e o corpo, que contém a célula, a qual contém o corpo.
O hólon representa uma forma de superar a dicotomia entre a ideia de partes e de todo, bem como uma maneira de explicar as tendências auto-afirmativas e integrativas dos organismos. O termo foi cunhado por Arthur Koestler em The Ghost in the Machine (1967). Nas formulações de Koestler, um hólon é algo que tem a integridade e a identidade ao mesmo tempo que faz parte de um sistema maior; é um subsistema de um sistema maior.